# ジクロロビス(トリフェニルホスフィン)パラジウム(II)
ジクロロビス(トリフェニルホスフィン)パラジウム(II)（英語: dichlorobis(triphenylphosphine)palladium）は、化学式がPdCl2[P(C6H5)3]2の有機金属化合物（錯体）である。しばしばPdCl2(PPh3)2と略して書かれる。空気中でも安定な黄色の固体で、複数の有機溶媒に溶ける。薗頭カップリングなどのパラジウム触媒カップリング反応の触媒に使われている。この錯体は平面四角形分子構造を採る。ホスフィンが配位した多数の類似化合物が知られている。

## 合成と反応
塩化パラジウム(II)をトリフェニルホスフィンで処理することにより合成することができる。
PdCl2  +  2 PPh3  →   PdCl2(PPh3)2
過剰量のトリフェニルホスフィンの存在下、ヒドラジンで還元するとテトラキス(トリフェニルホスフィン)パラジウム(0)となる。
2 PdCl2(PPh3)2  +  4 PPh3 + 5 N2H4  →  2 Pd(PPh3)4  +  N2  +  4 N2H5+Cl−